# Uschakoviella echinophora
Uschakoviella echinophora är en kräftdjursart som beskrevs av Gurjanova 1955. Uschakoviella echinophora ingår i släktet Uschakoviella och familjen Epimeriidae. Inga underarter finns listade i Catalogue of Life.